# Encholirium horridum
Encholirium horridum es una especie de planta xerófita perteneciente a la familia de las bromeliáceas.

## Distribución geográfica
Es nativa del Brasil nordestino en (Minas Gerais y Espírito Santo).

## Taxonomía
Encholirium horridum fue descrita por Lyman Bradford Smith y publicado en Contributions from the Gray Herbarium of Harvard University 129: 32, t. 3, f. 1–3. 1940.
Etimología
Encholirium: nombre genérico que proviene del griego "enchos" = lanza y “leiron” = lirio.
horridum: epíteto latino que significa "espinoso, erizado".